# Finlands ambassad i Ottawa
Finlands ambassad i Ottawa representerar Finlands statsmakt och bevakar Finlands politiska, ekonomiska och kulturella intressen i Kanada. Ambassadören är även ackrediterad i Bahamas.
Ambassaden befinner sig i Rockcliffe park. Residenset ritades 1953 av William Moore åt hans bror Francis och dennes hustru. Den köptes av finska regeringen 1975. Den har ombyggts två gånger. 2000 totalrenoverades den gamla bastun.

## Historia
I början av 1920-talet, då många finländare bosatte sig i Kanada, öppnades det första finska konsulatet i Montréal, med Akseli Rauanheimo som konsul. I augusti 1941 stängdes konsulatet, då Finland samarbetade med Kanadas fiende Tyskland. Svenska generalkonsulen utnämndes 11 augusti 1941 till att värna om Finlands intressen. Efter att diplomatiska relationer återupptagits 21 november 1947 utnämndes den 1 december 1947 Urho Toivola till ansvarig för den nyligen öppnade delegationen i Ottawa. 1960 omvandlades delegationen till en ambassad. Ett år senare öppnade Kanada en ambassad i Helsingfors.

## Finlands ambassadörer i Ottawa
| Ambassadör         | År        |
| ------------------ | --------- |
| Urho Toivola       | 1948–1952 |
| Hans Martola       | 1952–1954 |
| Sigurd von Numers  | 1954–1959 |
| Artturi Lehtinen   | 1959–1964 |
| Torsten Tikanvaara | 1964–1967 |
| Reino Palas        | 1967–1968 |
| Lennart Sumelius   | 1969–1974 |
| Niilo Pusa         | 1974–1979 |
| Ossi Sunell        | 1979–1982 |
| Kurt Uggeldahl     | 1983–1985 |
| Jaakko Blomberg    | 1985–1988 |
| Erkki Mäentakanen  | 1988–1991 |
| Erik Heinrichs     | 1991–1995 |
| Veijo Sampovaara   | 1995–2000 |
| Ilkka Ristimäki    | 2000–2004 |
| Pasi Patokallio    | 2004–2008 |
| Risto Piipponen    | 2008–2012 |
| Charles Murto      | 2012–2016 |
| Vesa Lehtonen      | 2016–2019 |
| Roy Eriksson       | 2019–2023 |
| Jari Vilén         | 2023–     |